# 僧王府
僧王府，是一座清代王府，位于北京市东城区炒豆胡同77号、板厂胡同30号至34号，建于清代。已列为北京市文物保护单位。僧王府的原府門開在炒豆衚同，以73、75、77號等為主體的王府遺存院落尚保持完整。尤其是77號院，因為門前挂有保護標識而吸引了很多路人關注。

## 历史
清道光六年（1826年），扎萨克博多勒噶台亲王僧格林沁出银6690两，认买前任杭州织造福德入官的房屋117间。改建後，与西部的原府连在一起，构成由东、中、西三所四进院组成的王府，即「僧王府」。僧格林沁在科爾沁左翼後旗的家鄉亦有一個「僧王府」（今稱僧格林沁王府博物馆）。僧格林沁死后，其长子伯彦讷谟祜袭爵，改称“伯王府”。伯彦讷谟祜死后，因其长子那尔苏早死，故由其长孙阿穆尔灵圭袭爵，改称“阿王府”。1930年阿穆尔灵圭死后，因欠族人贍養費，王府被拍賣抵債。原王府的西半部改為温泉中学校舍，中部卖给了朱姓人家，东半部除留一部分为阿穆尔灵圭後人自住，其余卖给西北军作為公署。中華人民共和國成立後，朱家於1954年将僧王府中所大部分房屋卖给煤炭部作为宿舍，只留下了16间半房屋的一个院落，即板厂胡同34号，又被称为“朱家溍故居”。

## 保护
2003年12月11日，僧王府公布为第七批北京市文物保护单位，编号7-5	。